# عبد الله بن مسافع
هو عبد الله بن مسافع بن طلحة بن أبي طلحة القرشي العبدري. أحد التابعين الصالحين. قتل أبوه يوم أحد وعاش هو إلى أن قتل يوم الجمل مع عائشة ذكره الزبير بن بكار قال وأمه سلمى بنت قطن من بكر بن وائل.

## نسبه
عبد الله بن مسافع بن عبد الله الأكبر بن شيبة ابن عثمان بن أبي طلحة عبد الله بن عبد العزى بن عثمان بن عبد الدار بن قصي بن كلاب بن مرة القرشي العبدري المكي الحاجب.اشتهر باسم عبد الله بن مسافع العبدري، ونسبه مكي عبدري قرشي، وهو مجهول الحال.

## روايته للحديث
حدث عن عمه مصعب بن شيبة بن عثمان وعمته صفية بنت شيبة وأم عبد الله بن مسافع سعدة بنت عبد الله بن وهب بن عثمان بن أبي طلحة بن عبد العزى روى عنه ابن جريج ومنصور بن عبد الرحمن الحجبي.

## وفاته
عاش في مكة، ووفد على سليمان بن عبد الملك فأدركه أجله عنده؛ حيث مات مع سليمان بن عبد الملك في مرج دابق بالشام.